# تعبئة سياسية
التعبئة السياسية، أو التعبئة الشعبية، (بالإنجليزية: Mass mobilization)‏، مصطلح يشير إلى محاولة فرد ما التأثير على التوزيع الحالي للسلطة. ويُرَى ذلك عادةً في الجماعات الديموغرافية والأقليات العرقية.
تُعرَّف التعبئة الجماهيرية، بأنها عملية تشرك وتحفز مجموعة واسعة من الشركاء، والحلفاء، على المستويين الوطني والمحلي، لزيادة الوعي والطلب بشأن هدف إنمائي معين من خلال الحوار وجهاً لوجه.
يعمل أعضاء المؤسسات، والشبكات المجتمعية، والجماعات المدنية، والدينية، وغيرهم، بطريقة منسقة للوصول إلى مجموعات محددة من الأشخاص لإجراء حوار محملين برسائل محددة ومخططة. بعبارة أخرى، تسعى التعبئة الاجتماعية إلى تسهيل التغيير من خلال مجموعة من اللاعبين المشاركين في الجهود المترابطة، والمتكاملة.

## التعبئة الجماهيرية للحركات الاجتماعية
الحركات الاجتماعية، هي مجموعات، تحتج على قضايا اجتماعية أو سياسية.
- تحاول الحركات الاجتماعية المختلفة، توعية الجمهور، والسياسيين بمختلف المشكلات الاجتماعية.
- بالنسبة للحركات الاجتماعية، من المهم حل المشاكل من خلال العمل الجماعي.
- عندما تحتج الحركات الاجتماعية على شيء ما لصالح المجتمع بأسره، يكون من الأسهل على الفرد عدم الاحتجاج.
- سوف يستفيد الفرد من النتيجة، لكنه لن يخاطر بأي شيء من خلال المشاركة في الاحتجاج. يُعرف هذا أيضًا باسم مشكلة الراكب الحر.
- يجب على الحركات الاجتماعية، إقناع الناس بالانضمام إلى الحركة لحل هذه المشكلة.

### مثال على ذلك
معارضة تدخل الولايات المتحدة في حرب فيتنام. خلال حرب فيتنام، حيث حشد مؤيدو ومعارضو الحرب إلى الإحتجاجات. كانت الحركات الاجتماعية ضد الحرب مجموعات من الطلاب أو قدامى المحاربين.
لم تصدق هذه الجماعات أن الحرب مبررة، وأن على الولايات المتحدة سحب القوات المتمركزة هناك. ولمواجهة هذه الاحتجاجات، خاطب الرئيس ريتشارد نيكسون «الأغلبية الصامتة»، ليدعموا الحرب، ولتنظيم احتجاجات مضادة تدعم الحرب.
حركة السترات الصفراء، هي حركة اجتماعية نشأت في باريس. بدأت الاحتجاجات عندما أعلن الرئيس إيمانويل ماكرون، زيادة ضريبة الوقود. فرأى المتظاهرون ذلك بمثابة ضريبة على الطبقة العاملة، والناس في الريف الذين يضطرون إلى القيادة إلى العمل.
في البداية كانت الحركة ناجحة. انضم إليها الكثير من الناس وأيدته غالبية السكان. ولكن بعد الأسابيع الأولى، انهارت الحركة، وأصبحت بعض الفصائل عنيفة. انخفض عدد المتظاهرين وانخفض دعم السكان لهم.

## التعبئة الجماهيرية الحكومية
يمكن للحكومات تعزيز التعبئة الجماعية لدعم القضايا التي تعززها. تحاول العديد من الحكومات تعبئة السكان، للمشاركة في الانتخابات، وغيرها من أحداث التصويت. ومن المهم للأحزاب السياسية في أي بلد أن تكون قادرة على تعبئة الناخبين من أجل كسب الدعم لحزبهم، مما يؤثر على إقبال الناخبين بشكل عام.

### أمثلة
طبقت ألمانيا النازية، تقنيات تعبئة جماعية لكسب الدعم لسياساتها. حبث يحشد الحزب النازي السكان من خلال اجتماعات جماعية واستعراضات وتجمعات أخرى. هذه الأحداث جذبت مشاعر الناس.
كثيرا ما تستخدم كوريا الشمالية، الحشود الجماعية، لدعوة شعبها للتعبير علنًا عن ولائهم، في المناسبات والأعياد المهمة.
تستخدم التعبئة أيضًا، لاكتساب القوى العاملة للقيام بمهام مثل البناء، وأعمال الزراعة، والحفاظ على الأماكن العامة نظيفة، والإغاثة العاجلة من الكوارث.
كما تستخدم التعبئة الجماعية، لجلب العملة الصعبة. كما أن المشاركة في حملات التعبئة إلزامية، وقد يؤدي عدم المشاركة فيها إلى عقوبات. ومع ذلك، بالنسبة للبعض، من الممكن تقديم الرشوة لإعفاء أنفسهم من الخدمة.

## التعبئة الجماهيرية في وسائل التواصل الاجتماعي
يمكن أن يكون تأثير وسائل التواصل الاجتماعي على «التعبئة الجماعية» سلبياً وإيجابياً. يعتقد المتشجعون على الإنترنت، أن وسائل التواصل الاجتماعي، تجعل تنظيم الاحتجاجات أسهل. حيث تنتشر الأفكار السياسية بسرعة على وسائل التواصل الاجتماعي، ويمكن للجميع المشاركة في الأعمال السياسية عبر الإنترنت.
حدد Ruijgruk أربع آليات تساعد الإنترنت على تعبئة الناس، في الأنظمة الاستبدادية:
- يقلل من مخاطر المعارضة. حيث يعد النشاط السياسي عبر الإنترنت، أقل خطورة من أن تكون نشطًا في الشوارع. يمكن للمعارضة الاجتماع عبر الإنترنت، وتنظيم الاحتجاجات، دون الحاجة إلى الاجتماع في مكان مادي.
- يمكن أن يغير موقف المواطنين. عندما تنتشر الأخبار المستقلة عن الحكومة عبر الإنترنت، سيحصل الناس على صورة أكثر صدقاً لحكومتهم. وعلى المدى الطويل، حتى الأشخاص الذين يشعرون بالرضا عن حياتهم، يمكن أن يصبحوا نشطين سياسياً، وأن يتم تعبئتهم للاحتجاج على النظام.
- يقلل من عدم اليقين بالنسبة للأفراد. عندما يرى الناس أن الكثير من الناس سيحضرون الاحتجاجات، سوف يميل أكثرهم للانضمام. خطر التعرض للعقاب أقل عندما يكون هناك الكثير من الناس في الاحتجاجات.
- ستصل مقاطع الفيديو والصور الدرامية، إلى عدد أكبر من الأشخاص، إذا تمت مشاركتها عبر الإنترنت. يميل الأشخاص الذين يمكنهم رؤية هذه الصور إلى الانضمام إلى الاحتجاجات.